# Bordadyny
Bordadyny (ros. Бордадыны) – wieś (ros. деревня, trb. dieriewnia) w zachodniej Rosji, w osiedlu wiejskim Ponizowskoje rejonu rudniańskiego w obwodzie smoleńskim.

## Geografia
Miejscowość położona jest w dorzeczu Łoiny, 19,5 km od granicy z Białorusią, 4 km od drogi regionalnej 66N-1605 (Ponizowje – Nikoncy), 18,5 km od centrum administracyjnego osiedla wiejskiego (sieło Ponizowje), 53 km od centrum administracyjnego rejonu (Rudnia), 87 km od Smoleńska.

## Historia
W czasie II wojny światowej od lipca 1941 roku dieriewnia była okupowana przez hitlerowców. Wyzwolenie nastąpiło we wrześniu 1943 roku.

## Demografia
W 2010 r. miejscowość zamieszkiwały 2 osoby.